# Trevor Ford
Trevor Ford (Swansea, 1º ottobre 1923 – Swansea, 29 maggio 2003) è stato un calciatore gallese.
Ha giocato per Aston Villa, Cardiff City, Sunderland e Swansea Town.

## Carriera
Nel 1950, il ventisettenne Ford è stato oggetto dell'allora record di trasferimento: è stato infatti ceduto dall'Aston Villa al Sunderland in cambio di 30.000 sterline. Durante le sue 128 apparizioni con i Villans ha segnato 61 reti.
Al Sunderland ha avuto diversi problemi che lo hanno portato ad essere sospeso dalla squadra.
Ha firmato per il Cardiff City nel 1953, in cambio di 29.500 sterline. Ha trascorso nel club tre anni, prima di ritirarsi. Detiene il record di gol più veloce per il club, segnato dopo 15 secondi al Charlton Athletic.
Un anno dopo il ritiro è tornato a giocare per il PSV. Dopo una breve esperienza al Newport County, ha chiuso definitivamente la carriera al Romford.
Ha anche vestito la maglia della Galles in 38 occasioni, segnando 23 reti.